# BugAboo
BugAboo (кор. 버가부, стилізується як bugAboo) — колишній південнокорейський жіночий гурт, сформований та керований A Team Entertainment. Гурт складався з шести учасниць: Инче, Юна, Рейні, Ціан, Чойон і Зін. Гурт дебютував 25 жовтня 2021 року, випустивши однойменний сингл-альбом. 8 грудня 2022 року гурт було розформовано після року та двох місяців з дня дебюту.

## Назва
Назва «bugAboo» означає страшне й дивовижне існування в уяві та містить рішучість і значення «Давайте разом подолаємо жахливе існування в наших серцях і втілимо наші мрії». Крім того, A Team заначили, що назву також надихнула дитяча гра «Ку-ку» (англ. Peek-a-boo).

## Кар'єра

### 2018—2021: до дебюту
У 2018 році Инче (тоді представляла Million Market) і Чойон змагалися в Produce 48, посівши 32 і 50 місця відповідно. Про це стало відомо в інтерв'ю з Райаном С. Джуном, продюсером гурту та генеральним директором A Team Entertainment, який повідомив, що спочатку дебют bugAboo був запланований на 2020 рік, але був відкладений, а потім перенесений на осінь 2021 року. Гурт мав умовну назву A Team Dream, і вони викладали свої кавери пісень на свій нині неіснуючий YouTube-канал.

### 2021–2022: дебют ізbugAboo,Popта розформування
1 вересня 2021 року гурт випустив офіційний тизер із зображенням логотипу та силуету, оголосивши про свій дебют у жовтні 2021 року. Це перший гурт, який дебютував під керівництвом компанії A Team Entertainment за останні шість років, після дебюту їхнього першого чоловічого гурту VAV. За 2 дні до релізу альбому вони провели спеціальний дебютний концерт під назвою Prick Or BugAboo, який транслювався в прямому етері на SBS MTV. 25 жовтня 2021 року гурт випустив дебютний сингл-альбом bugAboo. Музичне відео отримало 10 мільйонів переглядів на YouTube за тиждень, а наступного дня пісня вперше транслювалася на SBS MTV The Show.
13 червня 2022 року bugAboo випустили свій другий сингл-альбом Pop. 8 грудня 2022 A Team Entertainment повідомили, що після довгих обговорень між компанією та учасницями, було прийнято рішення розформувати гурт та розірвати контракти.

## Учасниці
| Сценічний псевдонім | Сценічний псевдонім | Сценічний псевдонім | Справжнє ім'я | Справжнє ім'я | Справжнє ім'я    | Дата народження             | Позиція у гурті                                   | Місце народження          |
| Українською         | Латиницею           | Хангилем            | Українською   | Латиницею     | Хангилем / ханча | Дата народження             | Позиція у гурті                                   | Місце народження          |
| ------------------- | ------------------- | ------------------- | ------------- | ------------- | ---------------- | --------------------------- | ------------------------------------------------- | ------------------------- |
| Чойон               | Choyeon             | 초연                | Кім Чо Йон    | Kim Cho Yeon  | 김초연           | 1 серпня 2001 (23 роки)     | Лідерка, головна танцюристка, реперка, вокалістка | Південна Корея            |
| Инче                | Eunchae             | 은채                | Сон Ин Че     | Son Eun Chae  | 손은채           | 6 жовтня 1999 (25 років)    | Головна реперка, головна танцюристка, вокалістка  | Південна Корея            |
| Юна                 | Yoona               | 유우나              | Огура Юуна    | Ogura Yuuna   | 小倉 優菜        | 13 жовтня 2000 (24 роки)    | Вокалістка                                        | Саппоро, Хоккайдо, Японія |
| Рейні               | Rainie              | 레이니              | Чу Чін Ю      | Chu Ch’ing Yü | 朱晴渝           | 16 листопада 2000 (24 роки) | Вокалістка                                        | Тайбей, Тайвань           |
| Ціан                | Cyan                | 시안                | Лі Че Ин      | Lee Chae Eun  | 이채은           | 4 квітня 2001 (24 роки)     | Вокалістка                                        | Південна Корея            |
| Зін                 | Zin                 | 지인                | Чін Хьон Бін  | Jin Hyun Bin  | 진현빈           | 30 серпня 2001 (23 роки)    | Головна вокалістка, макне                         | Південна Корея            |

## Дискографія

### Сингл-альбоми
| Назва   | Деталі | Пікові позиції у чарті | Продажі                 |
| Назва   | Деталі | KOR                    | Продажі                 |
| ------- | --- | ---------------------- | ----------------------- |
| bugAboo | - Реліз: 25 жовтня 2021 - Лейбл: A Team Entertainment, Kakao Entertainment - Формат: CD, цифрове завантаження, стриминг Трек-лист 1. «bugAboo» 2. «All Night Play» 3. «bugAboo» (Instrumental) | 42                     | - Південна Корея: 6,481 |
| Pop     | - Реліз: 13 червня 2022 - Лейбл: A Team Entertainment, Kakao Entertainment - Формат: CD, цифрове завантаження, стриминг Трек-лист 1. «Pop» 2. «Easy Move» 3. «Pop» (Instrumental)              | 46                     | - Південна Корея: 705   |

### Сингли
| «bugAboo»                                                                        | 2021 | — | bugAboo |
| «Pop»                                                                            | 2022 | — | Pop     |
| «—» релізи, що не потрапили у чарти або не були випущені у відповідних регіонах. |      |   |         |

## Відеографія

### Музичні кліпи
| Рік  | Назва     | Режисер(и)        | Прим.  |
| ---- | --------- | ----------------- | ------ |
| 2021 | «bugAboo» | Purple Straw Film | [ 18 ] |
| 2022 | «Pop»     | Sunny Visual      | [ 19 ] |

## Нотатки
1. ↑  Пісня «Pop» не потрапила у Gaon Digital Chart, але посіла 86 місце у суміжному чарті Download Chart[17].